# Flor Destéfanis
María Flor Destéfanis (Mendoza, Argentina, 5 de febrero de 1991) es una abogada, escribana y política argentina, actualmente ejerciendo como intendenta del departamento de Santa Rosa y presidenta del Partido Justicialista de Mendoza.Es la única mujer a cargo de un municipio mendocino y la más joven.
En 2010 logró reconocimiento provincial al ser coronada Reina Nacional de la Vendimia, siendo la segunda corona obtenida por su departamento. 
En el ámbito provincial, fue directora del Centro de Congresos y Exposiciones de Mendoza y luego asesora en la Legislatura Mendocina. A nivel departamental, fue concejala electa durante el periodo 2018/2019.

## Trayectoria política
En mayo de 2016, se postuló por primera vez como candidata a intendenta de Santa Rosa, compitiendo en una interna del Partido Justicialista, la cual ganó en las P.A.S.O del 11 de diciembre de 2016. Su campaña se centró en presentarse como una renovación del peronismo local, luego de la escandalosa renuncia del intendente anterior, también perteneciente al PJ. Estas elecciones fueron las primeras en la provincia en utilizar el sistema de voto electrónico, aunque se reportaron algunas irregularidades denunciadas por Destéfanis.
En las elecciones generales del 12 de febrero de 2017, obtuvo el 38,29% de los votos, sin embargó no logró vencer a la candidata de Cambia Mendoza (UCR), Norma Trigo, quien ya ejercía funciones como Intendenta interina.
El 22 de octubre de 2017, se realizaron elecciones de medio término, donde Flor se postuló como concejala con la coalición Somos Mendoza (PJ) y ganó un escaño en el Concejo Deliberante de Santa Rosa. Su gestión se destacó por solicitar informes y cuestionar la administración de la intendencia radical, la cual se relacionó con incidentes fatales y opresión a los empleados municipales.

### Primera gestión como intendenta (2019-2023)
En 2019, Destéfanis se postuló nuevamente como intendenta de Santa Rosa, en una contienda reñida con la intendenta radical Norma Trigo, quien buscaba la reelección, el 29 de septiembre resultó electa con el 51,73 % de los votos, contra el 48,27 % de Trigo.
Su gestión se caracterizó por una fuerte inversión en educación, infraestructura y servicios públicos. Destacan la construcción del Centro de Desarrollo Infantil en el Barrio Cosquín de La Dormida, la finalización del Auditorio Municipal, la remodelación de plazas distritales, la remodelación del Centro de Salud N° 331 de El Marcado, la extensión de la red de agua en calles rurales, y la construcción de dos ciclovías, una en el Acceso Suarez de Villa Cabecera y la otra en Calle Guiñazú de Las Catitas.
Una de las obras más importantes fue la repavimentación de la Ruta Provincial 50, que se llevó a cabo en tres tramos, siendo el más importante entre Las Catitas y La Dormida. Esto representó una mejora significativa en la infraestructura vial teniendo en cuenta que más del 70% de la población santarrosina se encuentra sobre esa ruta.

### Segunda gestión como intendenta (2023-Actualidad)
El 3 de septiembre de 2023, Flor Destéfanis es reelecta intendenta de Santa Rosa con el 55,30% de los votos, por sobre el 39,89 del candidato de Cambia Mendoza (UCR-MID).

Durante su asunción para este periodo, Destéfanis pronunció lo siguiente:
“Estoy muy feliz de que casi el 60% de los santarrosinos me hayan vuelto a elegir para ser su Intendenta. Volvemos a demostrar que nuestra primera gestión logro ordenar el municipio, hacerlo más eficiente, generar y tomar decisiones de políticas públicas con un único objetivo: mejorar la calidad de vida de nuestra gente.” 